# Virčiuvis-Vircava
Virčiuvis (litevština) - Vircava (lotyština), polština Wierszyta je řeka 1. řádu, jejíž horní část toku je na území Litvy, v okresech Pakruojis a Joniškis, pod názvem Virčiuvis, dolní část toku je na území Lotyšska, okres Jelgava, pod názvem Vircava. Je to levý přítok řeky Lielupe, do které se vlévá 73,3 km od jejího ústí do Baltského moře, 1,5 km na východ od východního okraje města Jelgava. Teče převážně směrem severním Zemgalskou rovinou. U Drąsutaičiů protéká Drąsutaitským rybníkem (plocha 23 ha, je zde ostrov). V oblasti jejího povodí je množství paralelních toků (některé z nich jsou její přítoky), které všechny tečou směrem severním. Vircavou v 12. - 13. století procházela hranice mezi východní a západní Zemgalou.

## Přítoky
- Levé:

| Hydrologické pořadí | Řeka        | Délka (km) | Povodí (km²) | Vzdálenost od ústí (km) | Ústí kde  | Koordináty ústí |
| ------------------- | ----------- | ---------- | ------------ | ----------------------- | --------- | --------------- |
| 40010171            | V - 11      | 3,5        | 2,4          | 68,8                    |           |                 |
| 40010172            | V - 9       | 3,3        | 2,3          | 65,5                    |           |                 |
| 40010173            | V - 7       | 8,6        | 8,0          | 63,4                    |           |                 |
| 40010174            | V - 5       | 5,5        | 6,8          | 61,5                    |           |                 |
| 40010175            | Skardupis   | 4,1        | 7,1          | 60,3                    |           |                 |
| 40010181            | Ašvinė      | 25,2       | 72,6         | 45,0                    | Pūraičiai |                 |
| 40010193            | V - 3       | 3,7        | 2,1          | 38,9                    |           |                 |
| 40010194            | Audruvė     | 46,2       | 148,2        | 28,0                    |           |                 |
|                     | Alėja-Eleja | 32         |              | 9                       |           |                 |

- Pravé:

| Hydrologické pořadí | Řeka  | Délka (km) | Povodí (km²) | Vzdálenost od ústí (km) | Ústí kde   | Koordináty ústí |
| ------------------- | ----- | ---------- | ------------ | ----------------------- | ---------- | --------------- |
| 40010176            | V - 6 | 3,8        | 3,4          | 57,7                    |            |                 |
| 40010177            | V - 4 | 8,0        | 11,8         | 53,5                    |            |                 |
| 40010179            | V - 2 | 3,0        | 2,9          | 49,9                    |            |                 |
| 40010192            | Žvynė | 3,8        | 3,3          | 44,0                    | Nemeikšiai |                 |

## Sídla při řece
- v Litvě: Gedminiai, Vainiūnai, Binėnai, Peluodžiai, Giminėnai, Mišeikiai, Baravykai, Skutenos, Mindaugiai, Pavirčiuvė, Pūraičiai, Nemeikšiai, Drąsutaičiai, Treigiai.
- v Lotyšsku: Dūjas, Robežnieki, Sidrabiņi, Čersi, Bērvircava, Dzintari, Stundas, Libārti, Narvaiši, Priedītes, ĪbVankas, Viļumēni, Saulīši, Liepas, Pumpuri, Eglītes, Žagatiņas, Pļaviņas, Raiņi, Lielvircava, Austras, Tolēni, Robežnieki, Oši, Vircava, Kaijas, Indrāni, Pumpuri, Pūpoli, Upmaļi, Mucenieki, Priedes, Blukas, Mežciems, Kārniņi, Meži, Lediņi, Kārniņi, Liči, Kalniņi, Jelgava